# Дуб Гуналі
Дуб Гуналі - ботанічна пам’ятка природи місцевого значення, знаходиться в Подільському районі м. Києва на перетині Гамаліївської вулиці та провулку Кузьми Скрябіна. Заповідана у 2009 році (рішення Київради від 27.11.2009 №713/2782).

## Опис
Дуб Гуналі являє собою дуб черещатий віком більше 350 років. Висота дерева 25 м, на висоті 1,3 м це дерево має 4,3 м в охопленні.

## Галерея

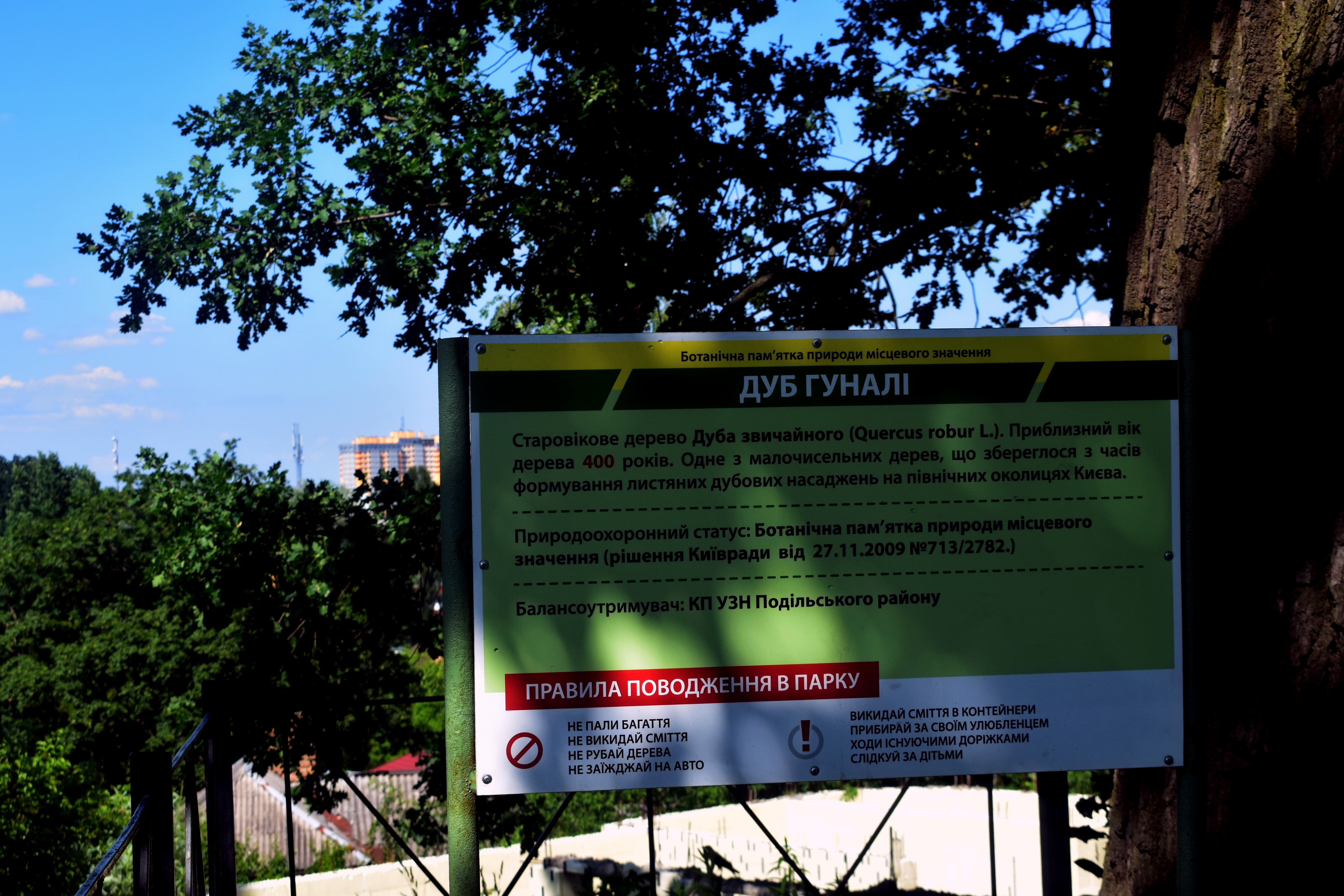
Дуб Гуналі. Природоохоронний стенд (червень 2020)
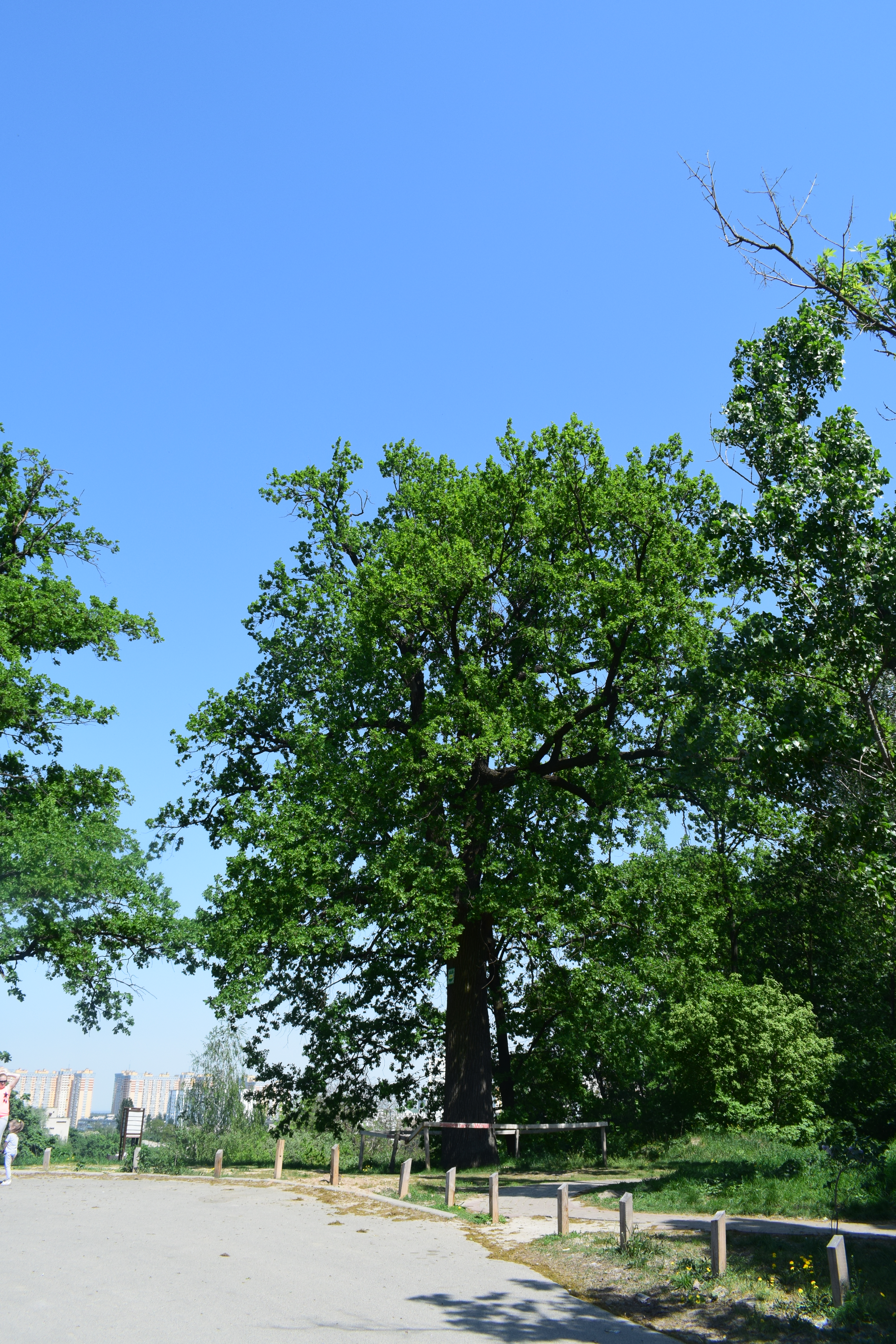
Дуб Гуналі (травень 2018)
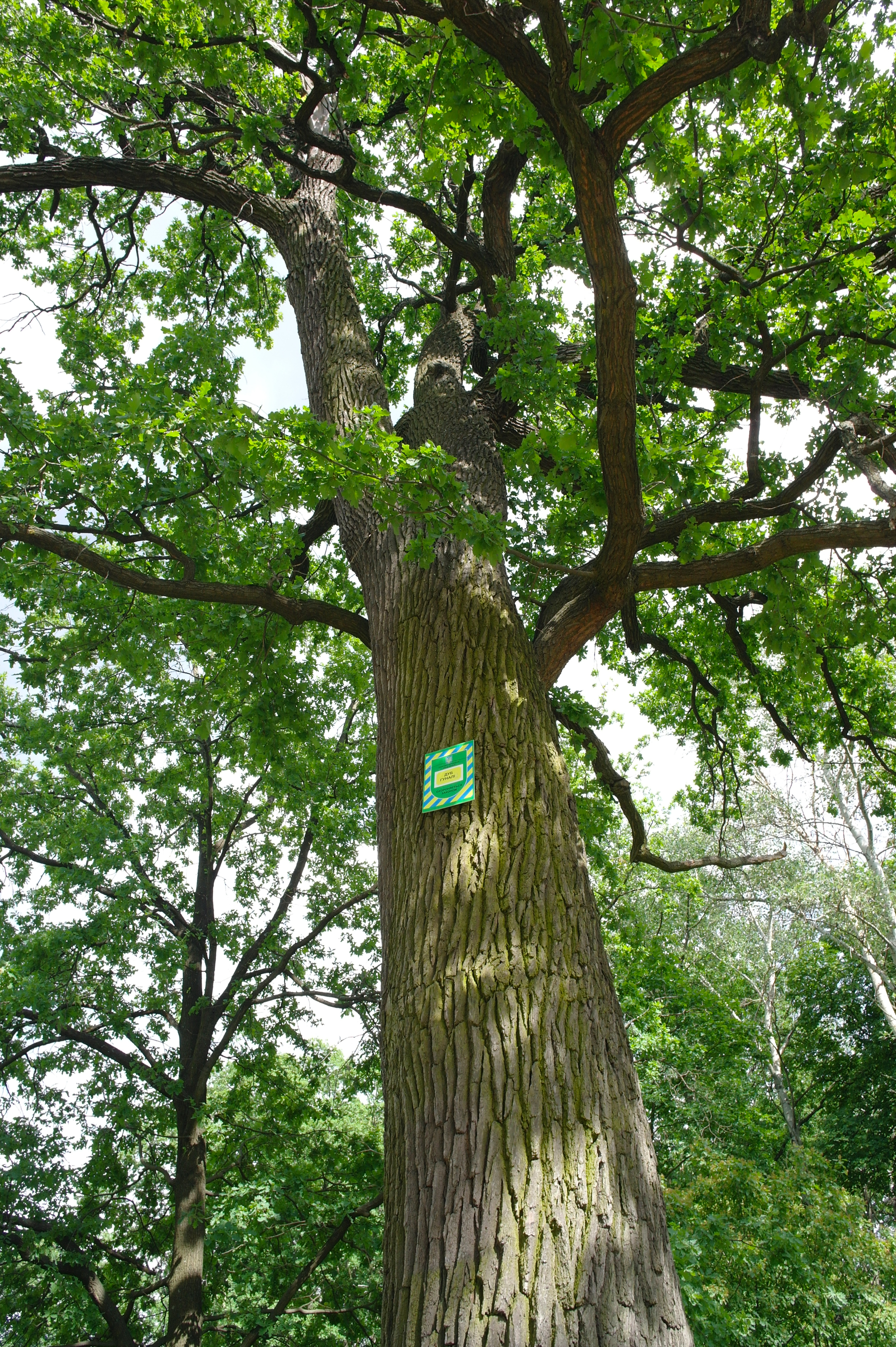
Дуб Гуналі (травень 2018)